# Fermentões
Fermentões é uma freguesia portuguesa do município de Guimarães, com 3,76 km² de área e 5 739 habitantes (censo de 2021). A sua densidade populacional é 1 526,3 hab./km².

## Património
- Casa de Caneiros[4]
- Casa e Quinta de Minotes[5]
- Casa e quinta da Covilhã, classificada como  monumento de interesse público em Outubro de 2020.

## Demografia
A população registada nos censos foi:
| Distribuição da População por Grupos Etários | Distribuição da População por Grupos Etários | Distribuição da População por Grupos Etários | Distribuição da População por Grupos Etários | Distribuição da População por Grupos Etários |
| -------------------------------------------- | -------------------------------------------- | -------------------------------------------- | -------------------------------------------- | -------------------------------------------- |
| Ano                                          | 0-14 Anos                                    | 15-24 Anos                                   | 25-64 Anos                                   | > 65 Anos                                    |
| 2001                                         | 797                                          | 619                                          | 2336                                         | 385                                          |
| 2011                                         | 1054                                         | 763                                          | 3322                                         | 568                                          |
| 2021                                         | 871                                          | 654                                          | 3326                                         | 888                                          |

## Equipamentos
- Salão Paroquial de Fermentões